# Oxalis minuta
Oxalis minuta är en harsyreväxtart som beskrevs av Carl Peter Thunberg. Oxalis minuta ingår i släktet oxalisar, och familjen harsyreväxter. Inga underarter finns listade i Catalogue of Life.